# 杰斐逊县 (科罗拉多州)
杰斐逊县（英語：Jefferson County）是位于美国科羅拉多州中部的一个郡，县治戈尔登。根据美国人口普查局2020年统计，杰斐逊县共有人口582,910人；人口比例白人約占90.59%、亞裔美國人占2.28%。